# Ватеро
Ватеро (грч. Βατερό) је насељено место у општини Кожани у периферији Западна Македонија, Грчка. Према попису из 2021. године било је 643 становника.
Према бугарском географу и историчару, Василу Канчову, у Ватеру је 1900. године живело 350 Турака. Године 1923. турско становништво је принудно исељено у Турску а на њихово место су насељене грчке избегличке породице, којих је на попису из 1928. године било 600. Село се раније звало Коџа Матли.